# 6시간 후 너는 죽는다
"6시간 후 너는 죽는다"는 2024년에 개봉한 대한민국의 영화이다.

## 캐스팅
- 재현 : 준우 역
- 박주현 : 정윤 역
- 곽시양 : 기훈 역